# Фибигер, Йоханнес Андреас Гриб
Йоханнес Андреас Гриб Фи́бигер (Johannes Andreas Grib Fibiger; 23 апреля 1867, Силькеборг — 30 января 1928, Копенгаген) — датский микробиолог и патологоанатом.

## Биография
Ученик Р. Коха и Э. фон Беринга. В 1900—1905 годах директор института клинической бактериологии; с 1900 года профессор патологии Копенгагенского университета.
Фибигер был женат на Матильде Фибигер (1863—1954). Они поженились 4 августа 1894 года.
Фибигер страдал от рака толстой кишки, и через месяц после получения Нобелевской премии он умер от сердечного приступа 30 января 1928 года из-за обострения рака.
У него остались жена и двое детей.

## Работы
Работы Фибигера способствовали развитию экспериментальной онкологии, в частности исследованию роли канцерогенных веществ.

## Нобелевская премия
При изучении туберкулёза у диких крыс, собранных в Дерпте (Тарту в Эстонии), Фибигер в 1907 году обнаружил у некоторых из них опухоли, а также нематоды и их яйца, что сподвигло его рассмотреть гипотезу о связи паразитов и рака желудка. В 1912 году обнаружил у подопытных крыс опухоли желудка, возникавшие при скармливании им тараканов, заражённых личинками паразитического червя спироптеры (Нобелевская премия по физиологии и медицине, 1926). 
Когда Фибигер заявил, что может экспериментально вызывать рак у здоровых крыс посредством круглых червей, его открытие стали прославлять как «величайший вклад в экспериментальную медицину». В 1926 году он был номинирован на Нобелевскую премию вместе с японским патологом Кацусабуро Ямагивой, который в 1915 году экспериментально вызвал карциному, нанося сырую каменноугольную смолу на внутреннюю поверхность ушей кроликов. Хотя премия 1926 года сперва не была вручена, но в следующем году кандидатура Фибигер уже самостотельно была ретроспективно выдвинута на Нобелевскую премию 1926 года.
Впоследствии специфическое канцерогенное влияние спироптеры не подтвердилось. Уже после смерти Фибигера было показано, что опухоли, проявившиеся в ходе его опытов, были не раковыми, а доброкачественными, к тому же вызванными не паразитами, а дефицитом витамина А. Историческая переоценка данных Фибигера показала, что он ошибочно принимал опухоли за раковые. Эрлинг Норрби, занимавший пост постоянного секретаря Королевской шведской академии наук, в 2010 году назвал присуждение Фибигеру Нобелевской премии «одной из крупнейших ошибок Каролинского института». 

## Память
В 2009 году Международный астрономический союз присвоил имя Фибигера кратеру на видимой стороне Луны.

## Сочинения
- Untersuchungen über eine Nematode…, «Zeitschrift für Krebsforschung», 1913, Bd 13, S. 217-80.